# 彼氏錐頜象鼻魚
彼氏錐頜象鼻魚，為輻鰭魚綱骨舌魚目象鼻魚科的其中一種。分布於非洲尼日河及剛果河流域，棲息於水底，具有領域性而且通常對同種的其他魚具有侵略性，屬肉食性，大部份在晚上捕食蠕蟲與昆蟲，用來偵測獵物，體長可達35公分，可做為食用魚及觀賞魚。